# Mycetoporus lepidus
Mycetoporus lepidus är en skalbaggsart som först beskrevs av Johann Ludwig Christian Gravenhorst 1806.  Mycetoporus lepidus ingår i släktet Mycetoporus, och familjen kortvingar. Arten är reproducerande i Sverige.